# NPa Bocaina (P-62)
O NPa Bocaina (P-62) é uma embarcação da Marinha do Brasil, da Classe Bracuí, que exerce a função de navio-patrulha.

## História
O NPa Bocaina (P-62) inicialmente um Navio Varredor da Royal Navy, navegava com o nome de HMS Spey (M-2013).
A sua construção ficou a cargo do estaleiro Richards Ironworks, em Great Yarmouth, Grã-Bretanha.
Pertencente a Classe River, foi lançamento ao mar em 22 de maio de 1985, incorporado em 4 de abril de 1986 e dado baixa da Marinha da Inglaterra em 10 de julho de 1998.
Adquirido pela Marinha do Brasil, foi incorporado a Armada em 10 de julho de 1998, na Base Naval de Portsmouth, Inglaterra.
Tem como missão a inspeção naval, a patrulha naval, a salvaguarda da vida humana no mar, e a fiscalização das águas territoriais brasileiras na área de responsabilidade. Esta subordinado ao 4º Distrito Naval, e faz parte do Grupamento Naval do Norte (GNN). Atua no litoral dos Estados do Pará, Maranhão, Amapá e também os rios da Amazônia. Tem como porto a Base Naval de Val-de-Cães, que está localizada na cidade de Belém do Pará.

## Origem do nome
O NPa Bocaina (P-62) é a segunda embarcação da Armada a ostentar este nome, uma homenagem a serra, rio e vila do mesmo nome no litoral do estado de São Paulo.
O Primeiro navio foi o contratorpedeiro de escolta CTE Bocaina (D-22), que esteve a serviço da Marinha Brasileira entre 1945 e 1975.

## Características
- Deslocamento : 630 ton (padrão), 770 ton (plena carga)
- Dimensões (metros): 47,6 de comprimento, 10,5 de boca e 3,1 de calado
- Velocidade (nós): 14 (máxima)
- Propulsão: 2 motores diesel Ruston tipo 6 RKCM de 1.700 bhp por motor
- Combustível: 88 toneladas de capacidade
- Autonomia : 4.500 milhas náuticas à 10 nós; 21 dias em operação contínua
- Sistema Elétrico: 2 geradores diesel G & M Power de 230 kW.
- Armamento:
  - 1 canhão Bofors Mk 3 de 40 mm
  - 2 metralhadoras
- Tripulação: 35 homens, sendo 4 oficiais, 7 sargentos e 24 praças.
- Equipamentos:
  - 1 lancha tipo (RHIB), para 10 homens;
  - 1 bote inflável para 6 homens;